# Heteropsammia
Genre
Heteropsammia est un genre de coraux durs de la famille des Dendrophylliidae.

## Liste d'espèces
Selon ITIS (1 juillet 2015) et World Register of Marine Species (1 juillet 2015), le genre Heteropsammia comprend les espèces suivantes :
- Heteropsammia cochlea Spengler, 1781
- Heteropsammia eupsammides Gray, 1849
- Heteropsammia moretonensis Wells, 1964